# LaSalle
LaSalle — марка легковых автомобилей, выпускавшихся корпорацией General Motors с 1927 по 1940 год. Она была названа в честь Рене-Робера Кавелье де Ла Саля.

## История
Марка LaSalle была основана по распоряжению генерального директора General Motors Альфреда П. Слоана (Alfred P. Sloan) в рамках программы по ценовой сегментации рынка.
Согласно идее Слоуна, каждая дочерняя компания должна была занимать свой ценовой сегмент. Так, на самом низком уровне находилась марка Chevrolet. Далее (в порядке возрастания) шли Oakland, Oldsmobile, Buick и наконец, Cadillac. Тем не менее, в течение 1920-х годов машины некоторых марок начали постепенно смещаться из отведённого им ценового диапазона в результате улучшения двигателей и продукции. В ту эпоху Слоун предложил создавать так называемые «компаньонские» («companion») марки автомобилей для продажи через существующие дилерские сети.
Согласно этому плану, промежуточной маркой между Chevrolet и Oakland стал 6-цилиндровый Pontiac, между Oldsmobile и Buick две модели: Oldsmobile с V8-двигателем, а также Viking и Buick с компактным 6-цилиндровым мотором Marquette. Наконец, «компаньонской» маркой Cadillac стал LaSalle, предназначавшийся для заполнения ниши между ним и Buick.

## Разработка Харли Эрла

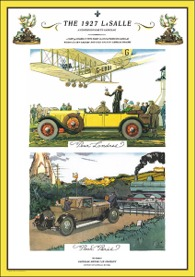
Рекламный дилерский плакат 1927 года. GM использовала «европейскую» тему в рекламе, пытаясь создать образ «светского» автомобиля, модного в любой ситуации

Появившаяся в 1927 году LaSalle ознаменовала собой начало нового стиля американских автомобилей. Её создателем являлся Харли Эрл, начавший тридцатилетнюю карьеру в General Motors как вице-президент созданной «Art & Color Studios», занимающейся разработкой новых машин для GM и по сей день.
Харли Эрл, нанятый генеральным менеджером Cadillac, Лоуренсом П. Фишером (Lawrence P. Fisher) задумывал новый LaSalle не как «младшего брата» Cadillac, но как нечто более изящное и стильное. Под влиянием родстеров Hispano-Suiza размеры LaSalle стали меньше, контрастируя с большими машинами марки Cadillac.

## 1927—1933

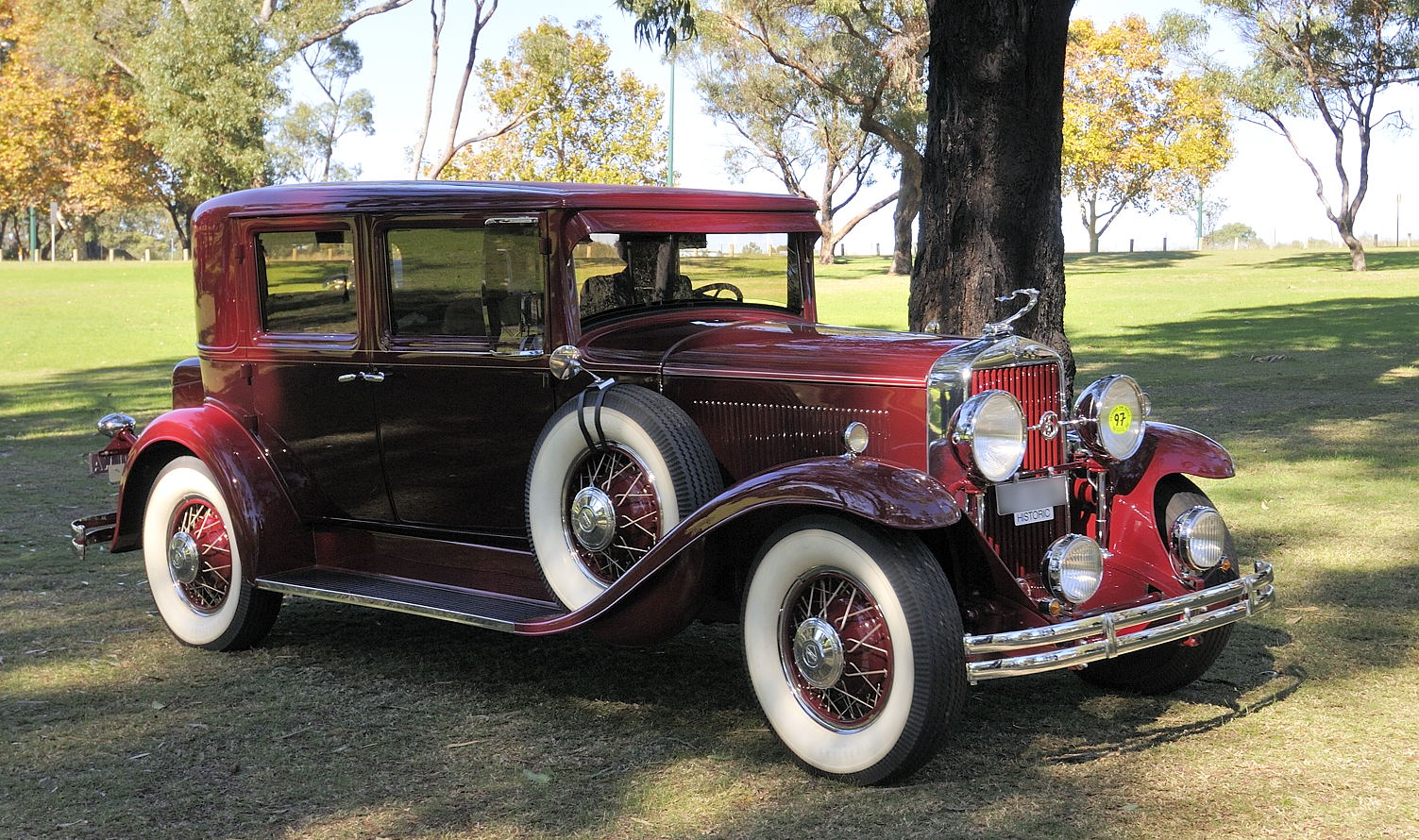
LaSalle Sedan 1930 года, в Перте, Западная Австралия

LaSalle имела полный диапазон выбора кузова, изготавливаемых по индивидуальному заказу, в частности, фирмами Fisher и Fleetwood. Родстеры могли быть окрашены в два цвета, среди которых самыми популярными были чёрный и тёмно-синий. Эрл отдал дань вдохновлявшей Hispano-Suiza, разместив круглую эмблему «LaS» между передними фарами.
Колёсная база составляла от 128 (3251 мм) до 134 (3404 мм) дюймов. LaSalles той эпохи имели V8-двигатели Cadillac, что вкупе с небольшими размерами сделало автомобили более спортивными и гибкими в управлении.
20 июня 1927 года LaSalle под управлением Уилларда Редера (Willard Rader) и Гуса Белла (Gus Bell) прошла 952 мили (1532 км) на Milford Proving Grounds на средней скорости 95,2 миль/ч (153,2 км/ч) и лишь семь минут потребовалось на заправку и замену шин. Для сравнения, средняя скорость в «Индианаполисе 500» в этом году составила 97,5 миль/ч (156,9 км/ч). Тест в Милфорде был завершён досрочно из-за проблем в масляной системе.
Начало «Великой депрессии» вынудило пересмотреть «компаньонские» марки. Buick и Oldsmobile с двигателями Marquette, а также марка Viking были упразднены. Cadillac начал терять свои позиции, падали и продажи LaSalle с 22 691 машин в 1929 году до самого низкого уровня в 3290 машин в 1932 году.

## 1934—1938

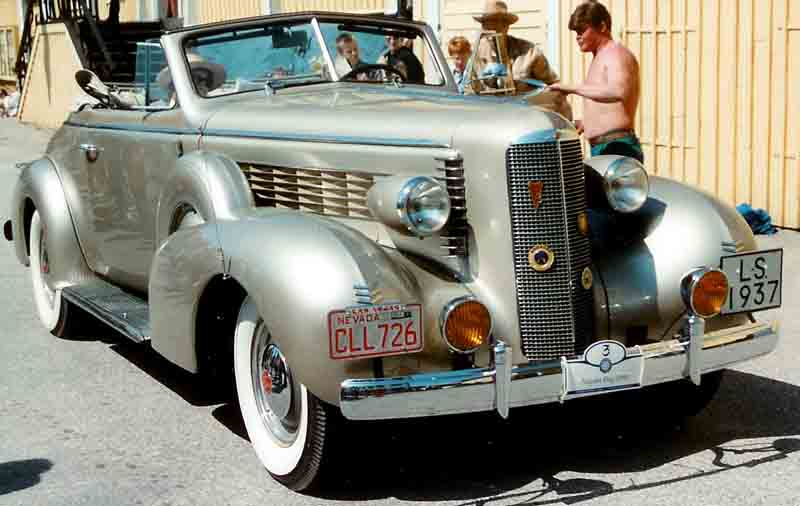
La Salle Series 37-5067 Convertible Coupé 1937 года

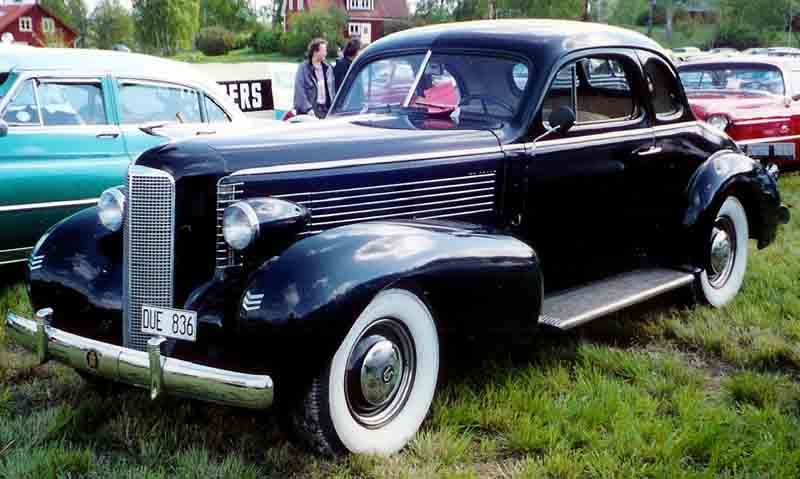
LaSalle coupe 1938 года

С 1934 года LaSalle ориентируется более не на Cadillac, а на «младший» Oldsmobile. Эрл по-прежнему работал над созданием изящного и элегантного автомобиля «самолётного» стиля. Все металлические кузова выпускались Fleetwood Metal Body.
Новый LaSalle стоил на $1000 дешевле, чем самый дешевый Cadillac. Продажи выросли почти вдвое за этот год, составив 7218 машин. LaSalle Model 350 1934 года и кабриолет LaSalle Series 50 1937 года были избраны в качестве автомобилей безопасности на «Индианаполис 500».

## 1939—1940

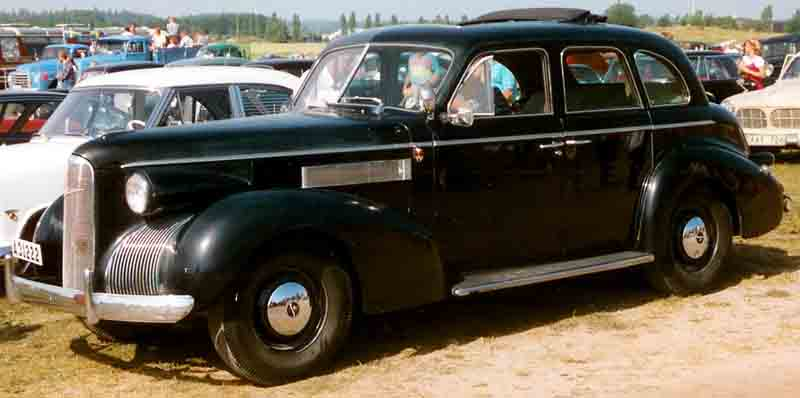
La Salle Series 39-5019 4-Door Touring Sedan 1939 года

В последние годы своего производства LaSalle вновь стал ориентироваться на Cadillac, в частности, внешними видом и комплектующими. Сохранилась традиционная решётка радиатора с узкими отверстиями, окружённая декоративными решётками внизу передних крыльев. Одной из особенностью LaSalle стал люк в крыше. Продажи в 1939 году составили 23,028 экземпляров.
Машины 1940 модельного года были выпущены в октябре 1939 года и имели полный спектр кузовов, включая седаны и кабриолеты. Рестайлинг курировался лично Харли Эрлом.

## 1941
Для 1941 модельного года выпущена последняя партия LaSalle, после чего General Motors свернул её производство. В это время Cadillac выпускает ставшую популярной «Series 61». В первый год производства построено свыше 29,000 машин, что в три раза больше, чем последняя партия LaSalle.